# Gorski Izvor (Kardzjali)
Gorski Izvor (Bulgaars: Горски извор, Turks: Ispalar) is een dorp in het zuiden van Bulgarije. Het dorp is gelegen in de gemeente Kirkovo, oblast Kardzjali en ligt niet ver van de Griekse grens. Het dorp ligt hemelsbreed op 52km ten zuidwesten van de stad Kardzjali en 330 km ten zuidoosten van Sofia.

## Bevolking
Op 31 december 2020 telde het dorp Gorski Izvor 733 inwoners. Het aantal inwoners vertoonde sinds de telling van 1985 een dalende trend: in dat jaar had het dorp nog 1.230 inwoners. Eind jaren tachtig namen 350.000 Bulgaarse Turken de wijk naar Turkije, op de vlucht voor de grote bulgariseringscampagne die in 1985 was begonnen. De assimilatiecampagne, die door het communistisch regime van Todor Zjivkov werd vastgesteld, dwong alle Bulgaarse Turken en andere moslims in Bulgarije Bulgaarse namen aan te nemen en afstand te doen van alle islamitische gebruiken en gewoonten. 
| Bevolkingsontwikkeling tussen 1934 en 2020          |
| --------------------------------------------------- |
|                                                     |
| Bron: Nationaal Statistisch Instituut van Bulgarije |

In het dorp wonen uitsluitend etnische Turken. In de optionele volkstelling van 2011 identificeerden alle 52 ondervraagden zichzelf als etnische Turken.
| Etnische samenstelling van de respondenten (2011) | Etnische samenstelling van de respondenten (2011) | Etnische samenstelling van de respondenten (2011) | Etnische samenstelling van de respondenten (2011) | Etnische samenstelling van de respondenten (2011) |
| ------------------------------------------------- | ------------------------------------------------- | ------------------------------------------------- | ------------------------------------------------- | ------------------------------------------------- |
|                                                   |                                                   |                                                   |                                                   |                                                   |
| Bulgaren                                          | Bulgaren                                          |                                                   | 1,8%                                              | 1,8%                                              |
| Turken                                            | Turken                                            |                                                   | 97,7%                                             | 97,7%                                             |
| Roma                                              | Roma                                              |                                                   | 0,0%                                              | 0,0%                                              |
| Anders/Onbekend                                   | Anders/Onbekend                                   |                                                   | 0,5%                                              | 0,5%                                              |